# Dame de Cerro de los Santos
La Dame de Cerro de los Santos, aussi connue comme Gran Dama Oferente est une sculpture ibérique du IIIe siècle av. J.-C., exposée désormais au musée archéologique national de Madrid

## Description
Cette sculpture en calcaire représente une femme debout haute de 1,30 mètre. Trouvée en 1870 dans le sanctuaire de Cerro de los Santos à Montealegre del Castillo dans la province d'Albacete, en Espagne.
La statue est quelquefois appelée Gran Dama Oferente car elle porte un verre et semble vouloir le porter en offrande. Elle est richement vêtue, avec trois robes superposées. Ses cheveux tressés tombent au-delà de ses trois colliers. Elle porte des chaussures ajustées. Un couvre-chef avec une tige ou une roue est présente sur un côté de sa coiffure, s'il y avait un motif similaire sur l'autre côté il a disparu. Comme une autre sculpture féminine phénicienne contemporaine, la Dame de Baza, il y a un drapé en forme de zigzag.